# Venegono Inferiore
Venegono Inferiore is een gemeente in de Italiaanse provincie Varese (regio Lombardije) en telt 6163 inwoners (31-12-2004). De oppervlakte bedraagt 5,8 km², de bevolkingsdichtheid is 1149 inwoners per km².

## Demografie
Venegono Inferiore telt ongeveer 2336 huishoudens. Het aantal inwoners steeg in de periode 1991-2001 met 1,8% volgens cijfers uit de tienjaarlijkse volkstellingen van ISTAT.
| Jaar | Inwoneraantal |
| ---- | ------------- |
| 1991 | 5645          |
| 2001 | 5746          |

## Geografie
Venegono Inferiore grenst aan de volgende gemeenten: Binago (CO), Castelnuovo Bozzente (CO), Castiglione Olona, Gornate-Olona, Lonate Ceppino, Tradate en Venegono Superiore.

## Externe link

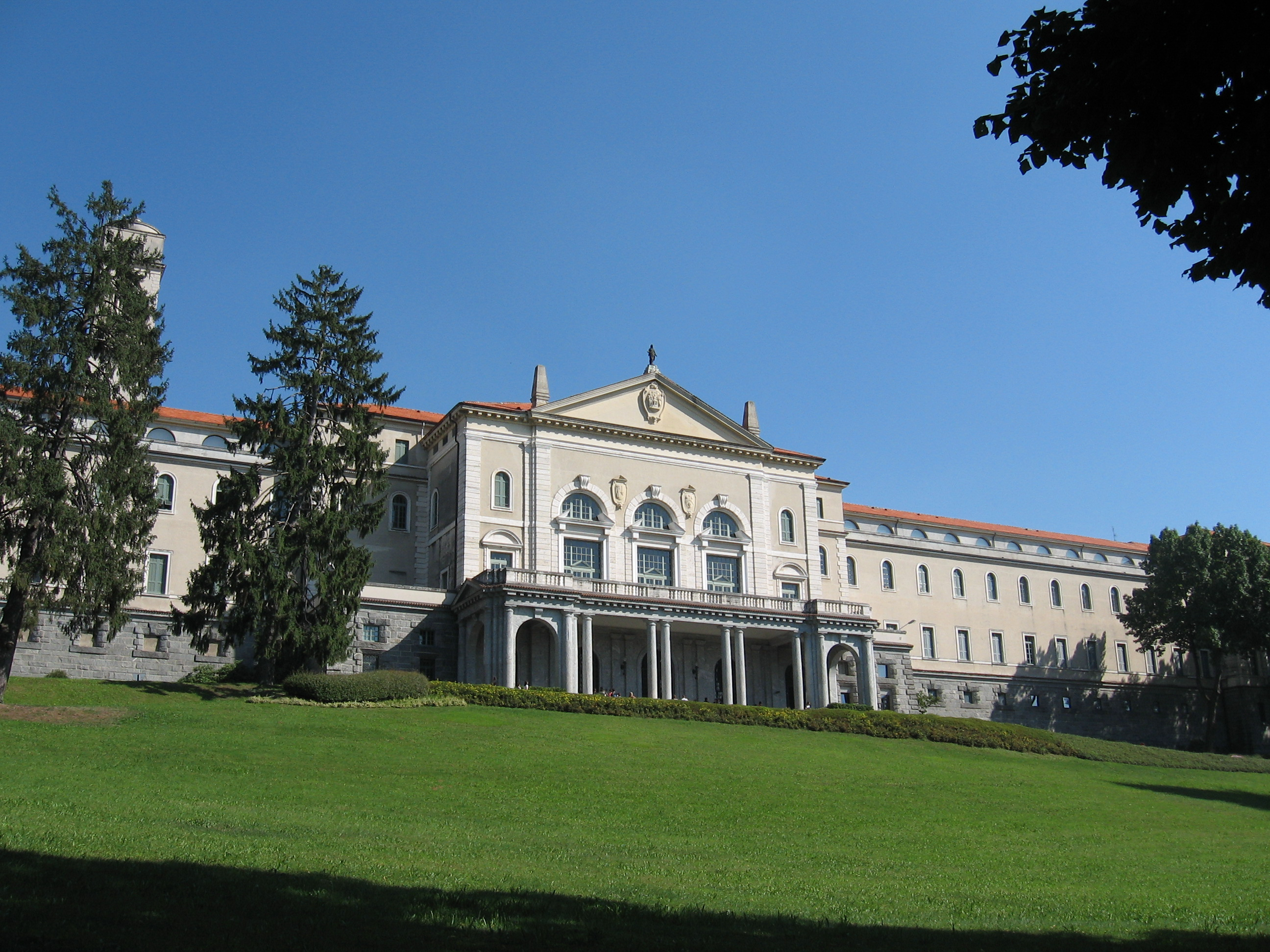
Seminarie